# Dušan Petković (Fußballspieler, 1974)
Dušan Petković (kyr.: Душан Петковић; * 13. Juni 1974 in Belgrad, SFR Jugoslawien) ist ein ehemaliger serbischer Fußballspieler.
Seine Karriere begann Petković als Achtjähriger 1982 beim lokalen Sportverein OFK Beograd, wo er sich bis ins erste Team vorarbeitete. 1992 kam  der Abwehrspieler zu seinem Debüt beim OFK. In seiner ersten Saison schoss Petković ein Tor in sieben Spielen.

## Persönliches
Petković ist der Sohn von Ilija Petković. Er ist mit Žaklina (Roganović) Petković verheiratet, mit der er einen Sohn und einen Stiefsohn hat.
Im November 2022 wurde Petković zusammen mit seinem Stiefsohn in Amsterdam verhaftet. Er wird verdächtigt, mit Kokain als Teil einer kriminellen Vereinigung gehandelt zu haben.